# Marcin Adamczak (ur. 1970)
Marcin Rafał Adamczak (ur. 1970) – polski profesor nauk medycznych. Specjalizuje się w zagadnieniach z zakresu interny i schorzeń nerek. Adiunkt w Katedrze i Klinice Nefrologii, Transplantologii i Chorób Wewnętrznych na Wydziale Nauk Medycznych Śląskiego Uniwersytetu Medycznego w Katowicach. Członek Zarządu Głównego Polskiego Towarzystwa Nefrologicznego i Polskiego Towarzystwa Nadciśnienia Tętniczego.

## Życiorys
Absolwent studiów medycznych na Śląskiej Akademii Medycznej w Katowicach (rocznik 1995). Doktoryzował się w 2000 roku na Wydziale Lekarskim tej uczelni na podstawie pracy zatytułowanej Stężenie leptyny w osoczu a profil aktywności reninowej osocza u chorych na samoistne nadciśnienie tętnicze. Habilitację uzyskał w 2009 roku na podstawie rozprawy pt. Adiponektynemia u osób w wieku podeszłym, u chorych z nadciśnieniem tętniczym samoistnym, oraz u chorych z przewlekłą chorobą nerek leczonych hemodializami lub poddanych transplantacji nerki. Stażysta naukowy Uniwersytetu w Heidelbergu.
22 marca 2018 roku Prezydent Rzeczypospolitej Polskiej Andrzej Duda nadał mu tytuł profesora nauk medycznych.
Współautor materiałów konferencyjnych z osiemnastego Katowickiego Seminarium "Postępy w nefrologii i nadciśnieniu tętniczym", które odbyło się w dniach 22–24 listopada 2018 .
Konsultant naukowy w Centrum Medyczno-Stomatologicznym Uni-Med.

## Nagrody i wyróżnienia
Uhonorowany m.in.:
- zespołową nagrodą Polskiego Towarzystwa Nadciśnienia Tętniczego,
- nagrodą im. Bernda Tersteegena przyznaną przez Verband Deutsche Nierenzentren,
- nagrodą Ministra Zdrowia (czterokrotnie),
- nagrodą Rektora Śląskiego Uniwersytetu Medycznego (ośmiokrotnie)

## Wybrane publikacje naukowe
- Ageing and plasma adiponectin concentration in apparently healthy males and females[10]
- Effects of estrogens on cardiovascular structure in uninephrectomized SHRsp rats[11]
- Mediators of inflammatory and ischemic renal damage: the role of neoangiogenesis[12]
- Impact of renal dysfunction as a cardiovascular risk factor[13]
- Reciprocal association of plasma adiponectin and serum C-reactive protein concentration in haemodialysis patients with end-stage kidney disease--a follow-up study[14]
- Renal failure and ACE inhibition: how much is too much?[15]
- Which target blood pressure is optimal for renoprotection?[16]